# 11-es busz (Esztergom)
Az esztergomi 11-es jelzésű autóbusz a Vasútállomástól indul, érinti a Bánomi lakótelepet, az autóbusz-állomást, majd visszatér a vasútállomásra. Tanítási napokon 1 járat érinti a Sziget megállót is.

## Útvonala
| Vasútállomás → Bánomi lakótelep → Vasútállomás |
| --- |
| Vasútállomás vá. – Bem tér – Baross Gábor út – Csatai Szabó János utca – Táti út – Verseghy Ferenc utca – Szentkirályi utca – Tartsay Vilmos utca – Lázár Vilmos utca – Verseghy Ferenc utca – Táti út – Csatai Szabó János utca – Kiss János altábornagy utca – Kossuth Lajos utca (– Lőrinc utca – Bottyán híd – Táncsics Mihály utca – Helischer József utca – Nagy Duna sétány – Gőzhajó utca – Helischer József utca – Táncsics Mihály utca – Bottyán híd– Lőrinc utca) – Bajcsy-Zsilinszky út – Majer István út – Iskola utca – Kőrösy László utca – Vaskapui út – Pilismaróti út – Földműves utca – Dessewffy Arisztid utca – Klapka tér – Vár utca – Szent István tér – Iskola utca – Majer István út – Bajcsy-Zsilinszky út – Vörösmarty utca – Kölcsey Ferenc utca – Petőfi Sándor utca – Terézia utca – Simor János utca – Autóbusz-állomás – Simor János utca – Hősök tere – Kiss János altábornagy utca – Baross Gábor út – Budapesti utca – Baross Gábor út – Bem tér – Vasútállomás vá. |

## Megállóhelyei
Az átszállási kapcsolatok között az azonos útvonalon, de ellenkező irányban közlekedő 1-es busz és az eltérő üzemidőben közlekedő 111-es busz nincs feltüntetve.
| 0  | 0  | Vasútállomás induló végállomás        |                                                  |
| 1  | 1  | Baross Gábor utca                     | 2, 43, 43F                                       |
| 4  | 4  | Lázár Vilmos utca                     |                                                  |
| 6  | 6  | Táti út                               | Helyközi buszok                                  |
| 8  | 8  | Erzsébet királyné utca                | 2, 43, 43F 800, 801, 2904, 8529, Helyközi buszok |
| 9  | 9  | Eszperantó utca                       | 2, 43, 43F 880, 2904, 8529                       |
| 10 | 10 | Arany János utca                      | 2, 43, 43F 2904, 8529                            |
| ∫  | 13 | Sziget (Tanítóképző Főiskola)         |                                                  |
| 11 | 16 | Rákóczi tér                           | 2, 43, 43F 880, 2904, 8529                       |
| 12 | 17 | Bajcsy-Zsilinszky utca                | 2, 43, 43F 2904, 8529                            |
| 14 | 19 | Béke tér (Bazilika)                   | 2, 43, 43F 880, 2904, 8529                       |
| 15 | 20 | Kőrösy László utcai iskolák           | 2, 43 8529                                       |
| 16 | 21 | Bánomi lakótelep vonalközi végállomás | 2, 43 880, 8529                                  |
| 17 | 22 | Földműves utca                        | 2, 43, 43F 2904, 8529                            |
| 18 | 23 | Honvédtemető utca                     | 2, 43, 43F 2904, 8529                            |
| 19 | 24 | Klapka tér                            | 2, 43, 43F 2904, 8529                            |
| 20 | 25 | Szent István tér (Bazilika)           | 2, 43, 43F 880, 2904, 8529                       |
| 21 | 26 | Bajcsy-Zsilinszky utca                | 2, 43, 43F 2904, 8529                            |
| 23 | 28 | Vörösmarty utca                       | 880, 2904, 8529                                  |
| 24 | 29 | Kórház                                |                                                  |
| 25 | 30 | Petőfi Sándor utca (Belvárosi temető) |                                                  |
| 28 | 33 | Autóbusz-állomás                      | 800, 801, 880, 2904, Helyközi buszok             |
| 31 | 36 | Erzsébet királyné utca                | 43 800, 801, 2904, 8529, Helyközi buszok         |
| 33 | 38 | Baross Gábor utca                     | 2, 43, 43F                                       |
| 34 | 39 | Vasútállomás érkező végállomás        | 2, 43, 43F 8529, Helyközi buszok S72 Z72 S74     |